# Titanic (musical)
Titanic és un musical amb música i lletres de Maury Yeston i llibret de Peter Stone, que s'estrena a Broadway el 1997. Va guanyar 5 Premis Tony, incloent el de Millor Musical. Titanic està situat al transatlàntic RMS Titanic, que s'enfonsà al seu viatge inaugural el 14 d'abril de 1912.

## Rerefons
El descobriment de les restes del naufragi del RMS Titanic el 1985 va atraure l'interès de Yeston per escriure un musical basat en el famós desastre. "El que em va abocar en el projecte van ser els aspectes positius que representava el vaixell – 1) l'admiració humana davant les grans obres d'art i les fites tecnològiques, malgrat la possibilitat d'una errada tràgica, i 2), els somnis dels passatgers a bord: els de 3a classe, per immigrar a Amèrica per a una vida millor; la 2a classe, per poder viure imitant la vida de les classes superiors; i la 1a classe, per mantenir les seves posicions de privilegi per sempre. La col·lisió amb l'iceberg esbocina tots aquests somnis simultàniament, i subseqüentment el caràcter dels personatges i de la tripulació es transformen; i tot plegat em semblava que tenia un gran potencial per la gran emoció i l'expressió musical en escena."
Stone i Yeston sabien que la idea era molt estranya per a un musical. Yeston veia la història com única en el canvi de la cultura britànica al canvi de segle, amb el seu rígid sistema de classes socials i la romatització del progrés mitjançant la tecnologia.
L'alt cost de l'escenografia de Titanic va fer que fos impossible que l'espectacle es rodés fora de Nova York. Les prèvies de Titanic s'iniciaren al Lunt-Fontanne Theatre de Broadway amb grans problemes tècnics: irònicament, durant les prèvies, la maqueta del vaixell no s'enfonsava. La major part dels problemes estaven resolts la nit de l'estrena, però l'espectacle rebé un munt de crítiques negatives. Però, no obstant això, l'espectacle esdevingué un èxit. Part de l'èxit vingué del suport del programa d'entrevistes de Rosie O'Donnell, que convidà a diversos membres del repartiment al programa i regalà entrades al públic. A més, rebé un fort suport quan guanyà el Tony a Millor Musical de 1997; i l'estrena de la pel·lícula de James Cameron Titanic al desembre van ver que més gent anés a veure'l, encara que no aconseguí tenir beneficis.

## Produccions
Titanic s'estrenà el 23 d'abril de 1997 al Lunt-Fontanne Theatre, representant-se en 804 funcions i 26 prèvies, tancant-se el 21 de març de 1999. Dirigit per Richard Jones i amb coreografia de Lynne Taylor-Corbett, el repartiment incloïa a Michael Cerveris, Victoria Clark i a Brian d'Arcy James. Entre els substituts va estar Danny Burstein. L'entrada del teatre va ser redecorat per a la producció, amb la llista completa dels passatgers del Titanic va ser pintada sobre les parets. El decorat estava format per 3 nivells per ajudar a formar-se la impressió de les mides del vaixell.
L'orquestrador va guanyar el primer Premi Tony a les Millors Orquestracions pel seu treball en la partitura. En total, l'espectacle va rebre 5 nominacions als Tony, guanyant en totes cinc categories, però ni el director, Richard Jones, ni cap membre del repartiment van ser nominats.
La producció va fer una gira pels Estats Units durant 100 setmanes després de tancar a Broadway. L'estrena a Europa va ser a Alemanya, que també gaudí d'un gran èxit, arribant-se a enregistrar la banda sonora en alemany. Al febrer del 2006 s'estrenà a Toronto, i a l'octubre del mateix any s'estrenà a Austràlia, amb Nick Tate com el capità Smith. Al novembre del 2006 s'estrenà al The Churchill Theatre de Londres. Al Japó es representà durant un mes, entre gener i febrer de 2007, i a Cardiff (Gal·les) es representà entre el 15 i el 19 de maig. També s'ha produït en francès a les ciutats bèlgues de Lieja i Charleroi. El 28 de març del 2008 s'estrenà a Finlàndia.
En total, Titanic ha estat traduït a 5 idiomes: japonès, francès, alemany, holandès i finès.

## Sinopsi
I Acte
El dissenyador del Titanic, Thomas Andrews es meravella per tot el que ha fet la mà de l'home durant la història ("In Every Age"); i el RMS Titanic ocupa el primer lloc de la seva llista de coses que una vegada s'havien considerat com a impossibles. El fogoner Fred Barret arriba a Southampton, meravellat per la fita enginyera ("How Did They Build Titanic?"). Allà s'uneix al vigia Frederick Fleet i a l'operador del telègraf Harold Bride, i miren bocabadat el "Vaixell dels Somnis" ("There She Is") mentre que la tripulació arriba. J. Bruce Ismay, Andrews, i el Capità E. J. Smith es feliciten per ser el propietari, el dissenyador i el capità del "Major objecte mòbil" del món. Els passatgers arriben; els passatgers de Segona i Tercera Classe se senten privilegiats d'estar a bord del viatge inaugural del major vaixell mai construït ("I Must Get on that Ship"). Els passatgers de Primera Classe arriben; els seus noms i fites són narrats per la passatgera de Segona Classe Alice Beane ("First Class Roster"). El Titanic es prepara per salpar, i tota la companyia es desitja una travessa segura ("Godspeed Titanic").
A alta mar, Ismay arriba al pont per informar al capità Smith que planeja que el Titanic arribi a Nova York el dimarts al vespre, en lloc del dimecres al matí, mentre que Andrews insisteix que millor que el primer viatge sigui segur. Mentre que tenen un horitzó net, Smith permet que s'incrementi la velocitat. Barret, a la sala de màquines, es mostra en desacord amb l'ordre en un vaixell nou, però compleix ("Barrett's Song").
A Segona Classe, Alice Beane anhela la grandeur que hi ha a Primera Classe, mentre que el seu marit Edgar, propietari d'una ferreteria d'èxit, està content amb la seva situació. Charles Clarke, que viatja a Amèrica per ser periodista, viatja amb la seva promesa, Caroline Neville. El pare de Caroline no aprovà la relació, de manera que emigren a Amèrica. A Primera Classe, els titans de la indústria recompten les fites a les quals l'home ha arribat darrerament, sent el Titanic, òbviament, la major ("What a Remarkable Age this Is!"). A Tercera classe, tres noies irlandeses, les quals es diuen Kate les tres, somien amb la resta del passatge de Tercera Classe en les oportunitats que els esperen a Amèrica ("Lady's Maid"). Kate McGowan amb un jove que també viatja, Jim Farrell.
Mentre que el viatge continua, Ismay demanda que s'augmenti encara més la velocitat, de manera que el vaixell pugui construir-se una bona reputació. El capità Smith el complau malgrat les objeccions d'Andrews i les alertes d'icebergs al curs. Smith lloa les qualitats del Primer Oficial Murdoch, dient que el veu preparat per assumir un comandament per si mateix, però Murdoch sent que encara no està preparat per assumir una responsabilitat així ("To Be a Captain").
A la sala del telègraf, Bride està saturat amb els missatges personals que els passatgers volen enviar, tot i que troba temps per enviar la proposta de Barret a la seva xicota ("The Proposal/The Night Was Alive").
El diumenge al matí, la Primera Classe assisteix als serveis religiosos ("God Lift Me Up"), i després ballen al pont ("The Latest Rag"). Alice Beane ha aconseguit infiltrar-se, tot i que un majordom que està alerta la fa tornar. Edgar la troba i els dos discuteixen sobre com cadascun prefereix viure ("I Have Danced"). Mentre que arriba el vespre, la temperatura cau, i el vigia Fleet troba que les condicions climatològiques dificulten la detecció d'icebergs ("No Moon"). A coberta, Kate McGowan diu a Farrel que necessita casar-se perquè porta el fill d'un home casat, i ell accepta. Isidor i Ida Straus parlen sobre els plans que tenen pels anys que han de venir mentre que Charlotte Drake Cardoza escandalitza els homes de Primera Classe en unir-se a ells a jugar a les cartes a la Sala de Fumadors ("Autumn").
De cop i volta, Fleet albira un iceberg i alerta el pont. Murdoch emprèn una acció evasiva, però el Titanic impacta amb l'iceberg.
II Acte
Els cambrers comencen a aixecar uns confusos passatgers, mentre que ells mateixos no tenen massa informació ("Wake Up, Wake Up"). El capità Smith arriba al pont i s'assabenta de la situació. Ordena que tots els passatgers es posin l'armilla salvavides, que Bride comenci a enviar missatges de socors, i que Andrews inspeccioni els danys. Andrews informa a Smith i a Ismay que els danys causats són majors del que el vaixell està dissenyat per suportar, i que el vaixell s'enfonsarà, recordant que només hi ha prou bots salvavides per menys de la meitat de la gent que hi ha a bord.
Al Saló Menjador de Primera Classe, els passatgers es neguen a creure que res vagi malament amb el vaixell i estan enfadats perquè els han despertat en plena nit ("Dressed in Your Pyjamas in the Grand Salon"). Els membres de la tripulació els asseguren que no hi ha motiu pel pànic. Ningú no s'adona del perill creixent fins que un carro de menjar roda per si mateix, mostrant la creixent inclinació del vaixell. Tots els passatgers i membres de la tripulació corren cap als bots salvavides.
A Tercera Classe, les tres Kates i Farrell intenten trobar un camí per arribar a la coberta dels bots, però no poden fins que Barret els ajuda ("The Staircase"). El capità Smith arriba a la sala de ràdio on Bride l'informa que només hi ha el Carpathia a la rodalia, però que no podrà arribar abans que el Titanic s'hagi enfonsat. Smith, Andrews i Ismay discuteixen sobre la responsabilitat del desastre ("The Blame").
Les dones i nens han de pujar als bots, mentre que els homes es queden al vaixell ("To the Lifeboats"). Murdoch ordena a Fleet i a Barret que pugin al darrer bot per ajudar l'home dels rems, però Barret no sap com portar un bot i deixa a Farrel, que pot remar, que vagi ell al bot. Barrett diu adéu a la seva xicota absent mentre que la resta del passatge fa el mateix amb aquells que estimen ("We'll Meet Tomorrow").
El noi dels encàrrecs diu al capità que tots els bots ja han estat llançats, i que aquells que queden accepten el seu destí. Murdoch diu al capità que pren tota la responsabilitat de l'accident i el capità Smith es lamenta que mai abans no havia tingut accidents. Mr. Etches canta sobre la responsabilitat de ser capità ("To Be A Captain" (Reprise)). Isidor i Ida Straus (Ida es negà a abandonar al seu marit), afirmen el seu amor fins al final ("Still"). Andrews, a la Sala de Fumadors de Primera Classe, s'obsessiona amb els planells del vaixells, redissenyant-los i visualitzant els moments finals d'aquells que han quedat a bord mentre que el vaixell s'enfonsa ("Mr. Andrews' Vision").
A les primeres hores del matí, els supervivents són rescatats pel Carpathia. Molts d'ells recorden la tragèdia del Titanic, dolent-se per la pèrdua de la gent i del vaixell. Bride i Ismay, entre altres supervivents, discuteixen les possibilitats que podrien haver evitat el desastre ("The Foundering"). Els supervivents expressen la seva esperança en que un dia es retrobaran amb els seus éssers estimats i els seus somnis abandonats ("In Every Age/Finale").

## Números Musicals
| Primer Acte - Overture / In Every Age - How Did They Build Titanic? - There She Is - I Must Get On That Ship - The First Class Roster - Godspeed Titanic - Barrett's Song - To Be A Captain - Lady's Maid - What A Remarkable Age This Is! - The Proposal / The Night Was Alive - God Lift Me Up (Hymn) - Doing The Latest Rag - I Have Danced - No Moon - Autumn / Finale Act One | Segon Acte - Wake Up, Wake Up - Dressed In Your Pyjamas In the Grand Salon - The Staircase - The Blame - To the Lifeboats - We'll Meet Tomorrow - To Be A Captain (Reprise) - Still - Mr. Andrews' Vision - The Foundering - Finale - In Every Age/ Godspeed, Titanic (Reprise) |

## Personatges i repartiment original de Broadway
Encara que, en certa manera, el personatge principal del musical és el mateix vaixell, alguns dels personatges a bord estan basats en els personatges reals. Com és sabut, alguns dels passatgers a bord del viatge eren homes de negocis poderosos i ben coneguts, i diversos dels personatges mostren això. Cadascun dels personatges amb nom van existir, encara que alguns noms i circumstàncies van ser modificats per motius dramàtics.
| Tripulació del RMS Titanic - Capità E. J. Smith - John Cunningham - 1r Oficial William Murdoch - David Costabile - 2n Oficial Charles Lightoller - John Bolton - 3r Oficial Herbert J. Pitman - Matthew Bennett - 4t Oficial Joseph Boxhall - Andy Taylor - Cap Enginyer Joseph Bell - Ted Sperling - Harold Bride, Radiofonista - Martin Moran - Frederick Fleet, Vigia - David Elder - Frederick Barrett, mecànic - Brian d'Arcy James (Tot i que Barrett mor al musical, realment va sobreviure al naufragi.) - Robert Hichens, - Adam Alexi-Malle - Henry Etches, cap de cuina - Allan Corduner - Hostessa Hutchinson - Stephanie Park - Hostessa Robinson - Michele Ragusa - Noi de consergeria - Mara Stephens - Director de l'orquestra Wallace Hartley - Ted Sperling - Bricoux - Adam Alexi-Malle - Taylor - Andy Taylor 2a Classe - Edgar Beane (basat en Edward Beane) - Bill Buell - Alice Beane (basat en Ethel Beane) - Victoria Clark - Charles Clarke - Don Stephenson - Caroline Neville - Judith Blazer | 1a Classe - J. Bruce Ismay, Director de la White Star Line - David Garrison - Thomas Andrews, el dissenyador del vaixell - Michael Cerveris - John Jacob Astor - William Youmans - Madeline Astor - Lisa Datz - Mme. Aubert - Kimberly Hester - Charlotte Drake Cardoza (basat en Charlotte Drake Cardeza) - Becky Ann Baker - Edith Corse Evans - Mindy Cooper, Pascale Faye - Benjamin Guggenheim - Joseph Kolinski - Isidor Straus - Larry Keith - Ida Straus - Alma Cuervo - John B. Thayer - Michael Mulheren - Jack Thayer - Charles McAteer - Marion Thayer - Robin Irwin - George Widener - Henry Stram - Eleanor Widener - Jody Gelb - J.H. Rogers - Andy Taylor 3a Classe - Kate McGowan - Jennifer Piech - Kate Murphey - Theresa McCarthy - Kate Mullins - Erin Hill - Jim Farrell - Clarke Thorell |

## Premis i nominacions
| Any  | Premi            | Categoria                     | nominat         | Resultat  |
| ---- | ---------------- | ----------------------------- | --------------- | --------- |
| 1997 | Premi Tony       | Millor Musical                | Millor Musical  | GUANYADOR |
| 1997 | Premi Tony       | Millor Llibret de Musical     | Peter Stone     | GUANYADOR |
| 1997 | Premi Tony       | Best Millor Banda Sonora      | Maury Yeston    | GUANYADOR |
| 1997 | Premi Tony       | Millor Escenografia           | Stewart Laing   | GUANYADOR |
| 1997 | Premi Tony       | Millors Orquestracions        | Jonathan Tunick | GUANYADOR |
| 1997 | Premi Drama Desk | Orquestracions Més Destacades | Jonathan Tunick | GUANYADOR |